# Ioana Olteanu
Ioana Olteanu est une rameuse roumaine, née le 25 février 1966 à Drăcșani (ro).

## Palmarès

### Jeux olympiques
- 2000 à Sydney,  Australie
  -  Médaille d'or en huit barré
- 1996 à Atlanta,  États-Unis
  -  Médaille d'or en huit barré
- 1992 à Barcelone,  Espagne
  -  Médaille d'argent en huit barré

### Championnats du monde d'aviron
- 1999 à Saint Catharines,  Canada
  -  Médaille d'or en huit barré
- 1998 à Cologne,  Allemagne
  -  Médaille d'or en huit barré
  -  Médaille de bronze en deux de couple
- 1997 à Aiguebelette,  France
  -  Médaille d'or en huit barré
  -  Médaille d'argent en quatre sans barreur
- 1995 à Tampere,  Finlande
  -  Médaille d'argent en huit barré
- 1994 à Indianapolis,  États-Unis
  -  Médaille de bronze en huit barré
- 1993 à Račice,  Tchéquie
  -  Médaille d'or en huit barré